# Juan Castellar y de Borja
Juan Castellar y de Borja, le cardinal de Monreale (né fin 1441 à Valence en Espagne, et mort le 1er janvier 1505 à Valence) est un cardinal espagnol du début du XVIe siècle. 
Il est parenté à la famille Borja et est un cousin  du cardinal Juan de Borja Lanzol de Romaní, el mayor (1496).

## Biographie
Juan Castellar est chanoine à Séville, Naples, Tolède et Burgos et est protonotaire apostolique. Il est élu archevêque de Trani en 1493 et est nommé gouverneur de Pérouse.
Le pape Alexandre VI le crée cardinal lors du consistoire du 31 mai 1503. Sa création est publiée le 2 juin 1503. Le cardinal Castellar est transféré à l'archidiocèse de Monreale en  1503.
Le cardinal de Monreale participe aux deux  conclaves de 1503 (élection de Pie III et de Jules II). Il est abbé commendataire de l'abbaye de Nonantola après l'élection de Jules II.